# スタートライン〜涙のスプリンター〜
『スタートライン〜涙のスプリンター〜』（スタートライン なみだのスプリンター）は、フジテレビ系列で2005年12月17日の21:00 - 22:54（JST、プレミアムステージ枠）に放送されたテレビドラマである。
テレビプロデューサー栗原美和子が「原夏美」のペンネームで著した小説『スタートライン 盲目のスプリンター』を自らのプロデュースでドラマ化した作品である。

## あらすじ
難病で夢を断たれた元オリンピック候補の陸上選手が盲目の少女と出会い、彼女のGUIDE（伴走者）となってパラリンピック出場を目指す姿を描く。

## 登場人物
今井駿
演 - 山田孝之
20歳。元オリンピック候補の陸上選手。
脳腫瘍で余命わずか。投げやりだったか、瞳の夢にすべてをかける。
水嶋瞳
演 - 鈴木杏
16歳。盲目の少女。
今井道代
演 - 大竹しのぶ
45歳。駿の母親。
桐野龍二
演 - 時任三郎（特別出演）
42歳。車椅子バスケの選手。
水嶋響子
演 - ともさかりえ（友情出演）
26歳。パラリンピック委員会職員。
秋山医師
演 - 羽場裕一
38歳。駿の主治医。
東城勝
演 - 鈴木浩介
28歳。テレビ局スポーツ記者。
土橋伸宏
演 - 須賀健太
8歳。通称ノブ。義足の少年。
土橋美奈子
演 - 秋山菜津子
39歳。ノブの母親。

## スタッフ
- 原作：原夏美『スタートライン 盲目のスプリンター』（講談社刊、ISBN 978-4062129152）
- プロデューサー：栗原美和子
- 脚本：いずみ吉紘
- 演出：河毛俊作
- 主題歌：和田アキ子「あの鐘を鳴らすのはあなた」